# Pavel Pazourek
Pavel Pazourek (* 20. listopadu 1953, Brno) je bývalý český hokejový obránce. Po skončení aktivní kariéry působil jako trenér.

## Hokejová kariéra
V československé lize hrál za TJ ZKL/Zetor Brno a v době vojenské služby za Duklu Trenčín. Odehrál 9 ligových sezón, nastoupil ve 340 ligových utkáních, dal 18 ligových gólů a měl 26 asistencí. V nižších soutěžích hrál i za TJ ZVL Žilina, TJ Hutník ZŤS Martin, TJ Lokomotiva Pramet Šumperk a TJ ŽĎAS Žďár nad Sázavou. Kariéru končil jako hrající trenér v jugoslávském klubu Mladosť Zagreb. Reprezentoval Československo na mistrovství Evropy juniorů do 19 let v roce 1972, kde tým skončil na 3. místě.

## Klubové statistiky
| Sezona    | Klub                     | Soutěž  | Základní část | Základní část | Základní část | Základní část | Základní část |
| Sezona    | Klub                     | Soutěž  | Z             | G             | A             | B             | TM            |
| --------- | ------------------------ | ------- | ------------- | ------------- | ------------- | ------------- | ------------- |
| 1972/1973 | TJ ZKL Brno              | 1. liga | 31            | 0             | 3             | 3             | 8             |
| 1973/1974 | TJ ZKL Brno              | 1. liga | 43            | 3             | 3             | 6             | 20            |
| 1974/1975 | TJ ZKL Brno              | 1. liga | 44            | 0             | 2             | 2             | 24            |
| 1975/1976 | TJ ZKL Brno              | 1. liga | 32            | 3             | 3             | 6             | 16            |
| 1976/1977 | TJ Zetor Brno            | 1. liga | 44            | 1             | 2             | 3             | 22            |
| 1977/1978 | Dukla Trenčín            | 1. liga | 22            | 1             | 1             | 2             | 16            |
| 1978/1979 | Dukla Trenčín            | 1. liga | 44            | 5             | 9             | 14            | 40            |
| 1979/1980 | TJ Zetor Brno            | 1. liga | 43            | 3             | 2             | 5             | 14            |
| 1980/1981 | TJ Zetor Brno            | 2. liga | 35            | 9             | 10            | 19            | 20            |
| 1981/1982 | TJ Zetor Brno            | 1. liga | 37            | 2             | 1             | 3             | 14            |
| 1982/1983 | TJ ZVL Žilina            | 2. liga | -             | 9             | -             | -             | -             |
| 1983/1984 | TJ ZVL Žilina            | 2. liga | -             | 8             | -             | -             | -             |
| 1984/1985 | TJ Hutník ZŤS Martin     | 2. liga | 42            | 1             | 3             | 4             | 10            |
| 1985/1986 | TJ Hutník ZŤS Martin     | 2. liga | -             | 3             | 4             | 7             | -             |
| 1986/1987 | TJ ŽĎAS Žďár nad Sázavou | 3. liga | 28            | 3             | -             | -             | -             |
| 1987/1988 | TJ ŽĎAS Žďár nad Sázavou | 3. liga | 27            | 3             | 5             | 8             | -             |
| 1990/1991 | VTJ Michalovce           | 2. liga | 33            | 14            | -             | -             | -             |

## Trenérská kariéra
Jako hlavní trenér vedl v nejvyšší soutěži HC Kometa Brno, HC Znojemští Orli a HC Energie Karlovy Vary, ve slovenské nejvyšší soutěži vedl HK Skalica.